# 폭스 코퍼레이션

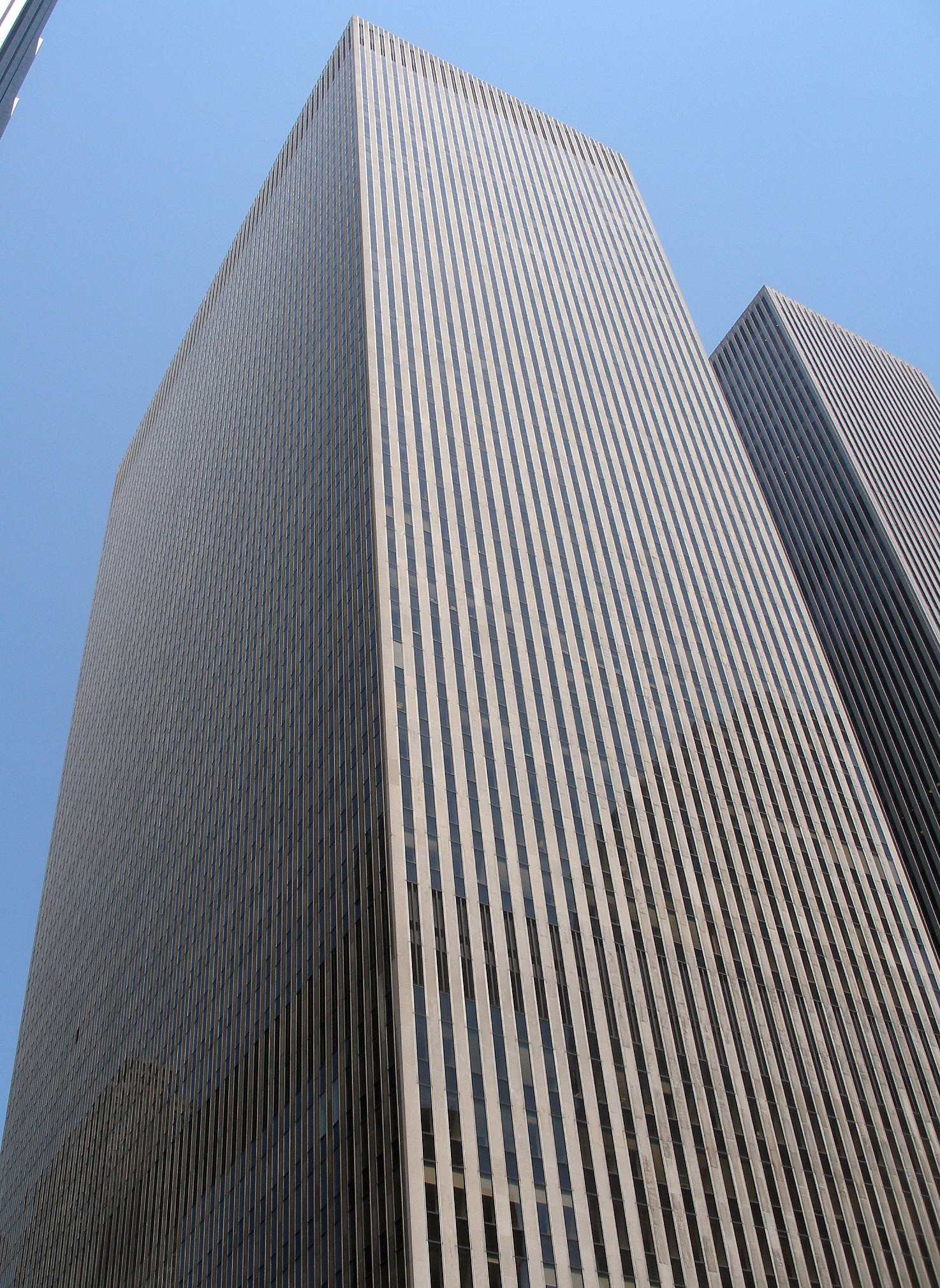
폭스 코퍼레이션 맨해튼 본사

폭스 코퍼레이션은 2019년 3월 19일에 설립된 미국의 대중 매체 다국적 기업이다. 뉴스 코퍼레이션의 법적 계승자인 21세기 폭스의 법적 계승자이다.

## 역사
2019년에 21세기 폭스는 디즈니에 인수되었는데 전부 인수된 것은 아니고, 21세기 폭스의 전체 자산중 60% 정도가 인수되었다. 그외에 21세기 폭스 자회사였던 스카이 UK는 컴캐스트가 인수했고, 남은 자회사들은 통합되어 현재의 폭스 코퍼레이션이 탄생했다. 2019년 3월 19일 폭스 코퍼레이션은 공식적으로 S&P 500 지수에 21세기 폭스를 대체하면서 상장기업이 되었다.

## 자회사 및 자산
- 폭스 방송
- 폭스 텔레비전 스테이션 그룹
- 폭스 뉴스 채널
- 폭스 스포츠
- 채널 V

## 같이 보기
- 21세기 폭스 (전신)
- 뉴스 코프